# Улрих I (Истрия-Крайна)
Улрих I (на немски: Ulrich I, Udalrich I; † 6 март 1070) от фамилията Ваймар-Орламюнде, е маркграф на Истрия (1045/1060 – 1070) и Крайна (1050/1058 – 1070) и граф на Ваймар (1067 – 1070). Някои източници го определят също като „маркграф на (Долна-)Каринтия“.

## Живот
Улрих е син на Попо I от Ваймар и съпругата му Хадамут от Истрия († сл. 1040), дъщерята на граф Вериганд от Истрия-Фриули и на Вилибирг, дъщерята на граф Улрих от Еберсберг († 1029) от род Зигхардинги.
В борбата за наследството на графовете на Еберсберг, които измират през 1045 г. с Адалберо II от Еберсберг той не успява да се наложи. Наследствените преговори се водят на 12 юли 1045 г. при присъствието на крал Хайнрих III на замък Персенбойг, който пада. И в Тюрингия едва след 1090 г. синът му Улрих II успява да се установи отново.
Неговият чичо маркграф Вилхелм IV от Майсен е сгоден за София Унгарска († 1095), дъщеря на унгарския крал Бела I († 1063) от династията Арпади и Тута фон Формбах. Когато той отива да я вземе умира по пътя през 1062 г. Тогава маркграф Улрих I от Ваймар-Истрия-Крайна се жени вместо него за кралската дъщеря (Sophia ... cuidam de Carinthia copulata).
Улрих е поддръжник на Салиите и има добри отношения с Унгария. Той увеличава територията си в Истрия през 1063 г. до Фюме („Мерания“); неговите противници са патриархат Аквилея и Венеция.
През 1064 г. крал Хайнрих IV дава на Улрих 20 допълнителни кралски имоти в Истрия (Štih). През 1067 г. умира неговият чичо Ото I и Улрих го наследява номинално като граф на Ваймар.
След смъртта на Улрих през 1070 г. роднината му граф Маркварт IV поема опекунството за децата на Улрих и ръководи също маркграфствата. Вдовицата му София се омъжва през 1070/1071 г. за Магнус († 1106), херцог на Саксония от род Билунги.

## Деца
Улрих I и София Унгарска († 18 юни 1095) имат пет деца:
- Улрих II († 1112) ∞ пр. 1102 Аделхайд от Тюрингия († 1146), дъщеря на граф Лудвиг Скачащия, изгонена
- Попо II († 1098) ∞ Рихгард/Рихардис († ок. 1130), дъщеря на Енгелберт I (Спанхайм) († 1096)
- Рихардис ∞ граф Ото II фон Шайерн († ок. 1110)
- Аделхайд († 1122) ∞ I. домфогт Фридрих II от Регенсбург, ∞ II. граф Удалшалк I фон Лурнгау († 1115) от род Грьоглинг-Хиршберг
- Валбурга